# Кузгун-Ахмерово
Кузгу́н-Ахме́рово (баш. Ҡоҙғон-Әхмәр) — деревня в Белорецком районе Башкортостана России, относится к Азикеевскому сельсовету.

## Население
| 2002 | 2009 | 2010 |
| ---- | ---- | ---- |
| 256  | ↗285 | ↘275 |

Согласно переписи 2002 года, преобладающая национальность — башкиры (99 %).

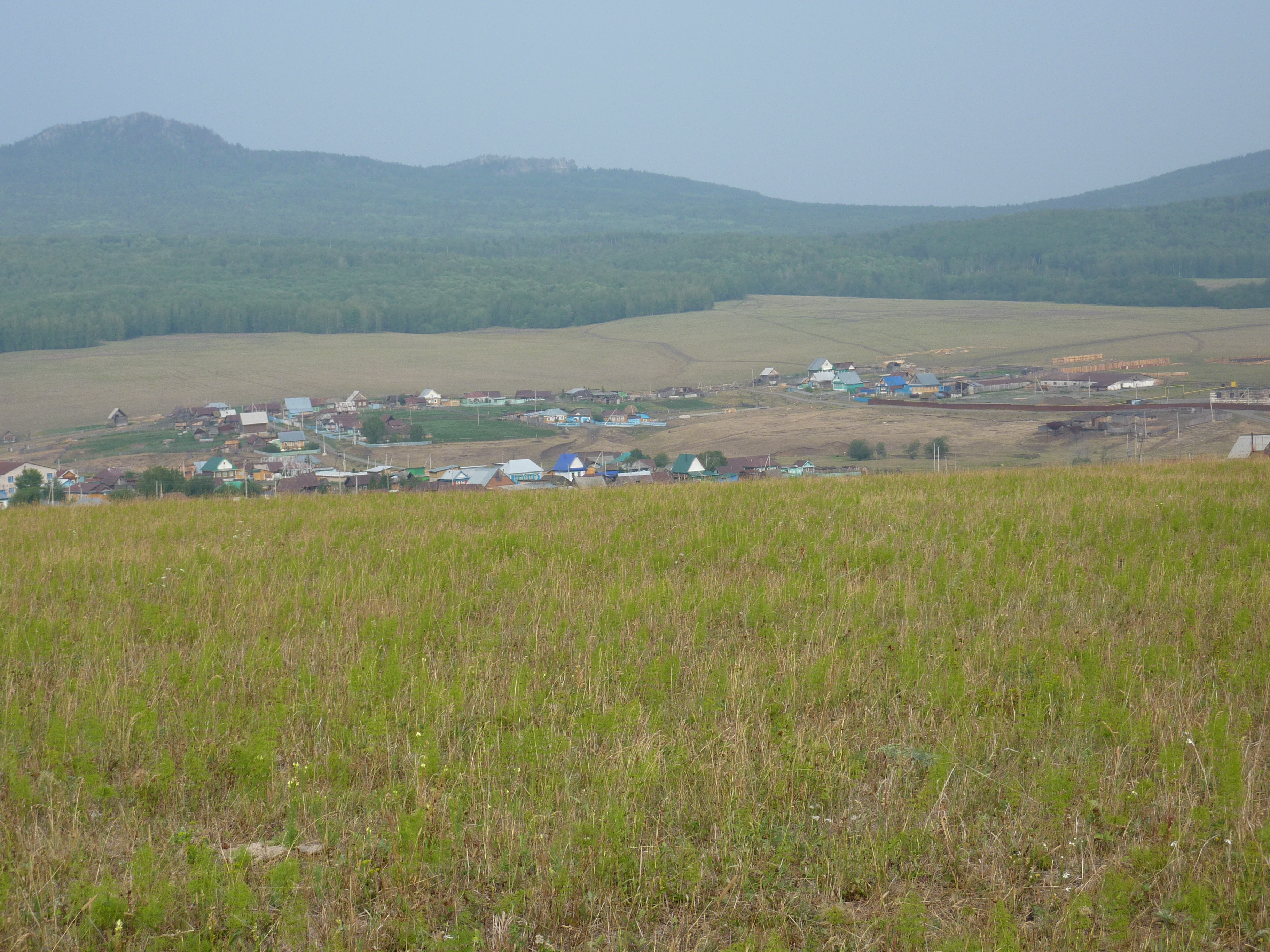
Панорама деревни

## Географическое положение
Расстояние до:
- районного центра (Белорецк): 9 км,
- центра сельсовета (Азикеево): 7 км,
- ближайшей ж.-д. станции (Белорецк): 7 км.

## Известные жители
- Гали Габбасович Хамзин (1950 — 2009) — солист ансамбля «Ядкар» Башкирской государственной филармонии.